# Töcksfors
Töcksfors ist eine Ortschaft (Tätort) in der Gemeinde Årjäng, die zur schwedischen Provinz Värmlands län gehört und im Südwesten der historischen Provinz Värmland liegt. Während der letzten Jahre ist ein Bevölkerungsanstieg zu verzeichnen.

## Geografie

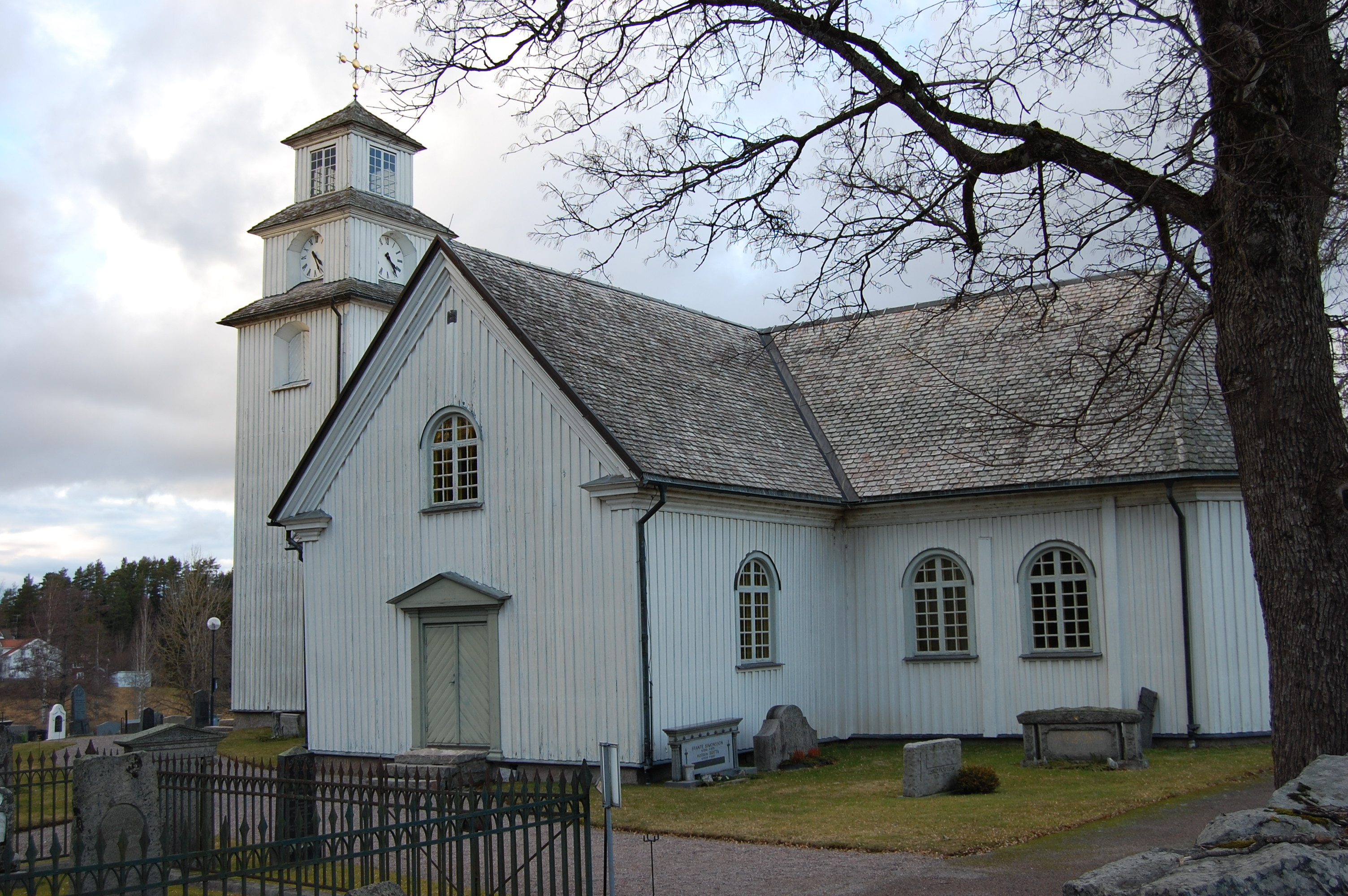
Kreuzkirche in Töcksfors, erbaut 1819

Der Ort liegt etwa fünf Kilometer von der Grenze zu Norwegen an der Europastraße 18 in einer abwechslungsreichen Seenlandschaft am nördlichen Ende des Dalsland-Kanals. In Töcksfors befinden sich die letzten beiden Schleusen des Kanals mit einer Gesamthubhöhe von 10,1 Meter, welche die Seen Foxen und Töck verbinden. Unweit des Ortes liegt im Foxen der sogenannte Gasthafen in der Bucht Sandviken. Der Foxen bildet das Nordende des noch viel größeren Stora Le, der als neunzehntgrößter See Schwedens gilt. Er streckt seine Buchten westlich nach Norwegen hinein und südlich bis hin in das rund 70 Kilometer entfernte Dals Ed in der historischen Provinz Dalsland.
Töcksfors liegt in der Töcksmark. Die Töcksmark beschreibt geografisch ein Gebiet, das dem See Töck zuzuordnen ist und das historisch einen Teil des Grenzlandes zwischen Norwegen und Schweden bildet. 1974 wurde die Gemeinde Töcksmark, deren Zentrum Töcksfors bildete, in die Gemeinde Årjäng eingegliedert. Lediglich die Kirchengemeinde Töcksmark besteht weiter. Diese sogenannte Församling wächst ebenso wie Töcksfors schnell und allein im Jahr 2007 nahm die Bevölkerung der kleinen Gemeinde um 64 auf 1756 Einwohner zu. Sie weist damit deutlich mehr Mitglieder auf als der Ort selbst.

## Wirtschaft und Infrastruktur

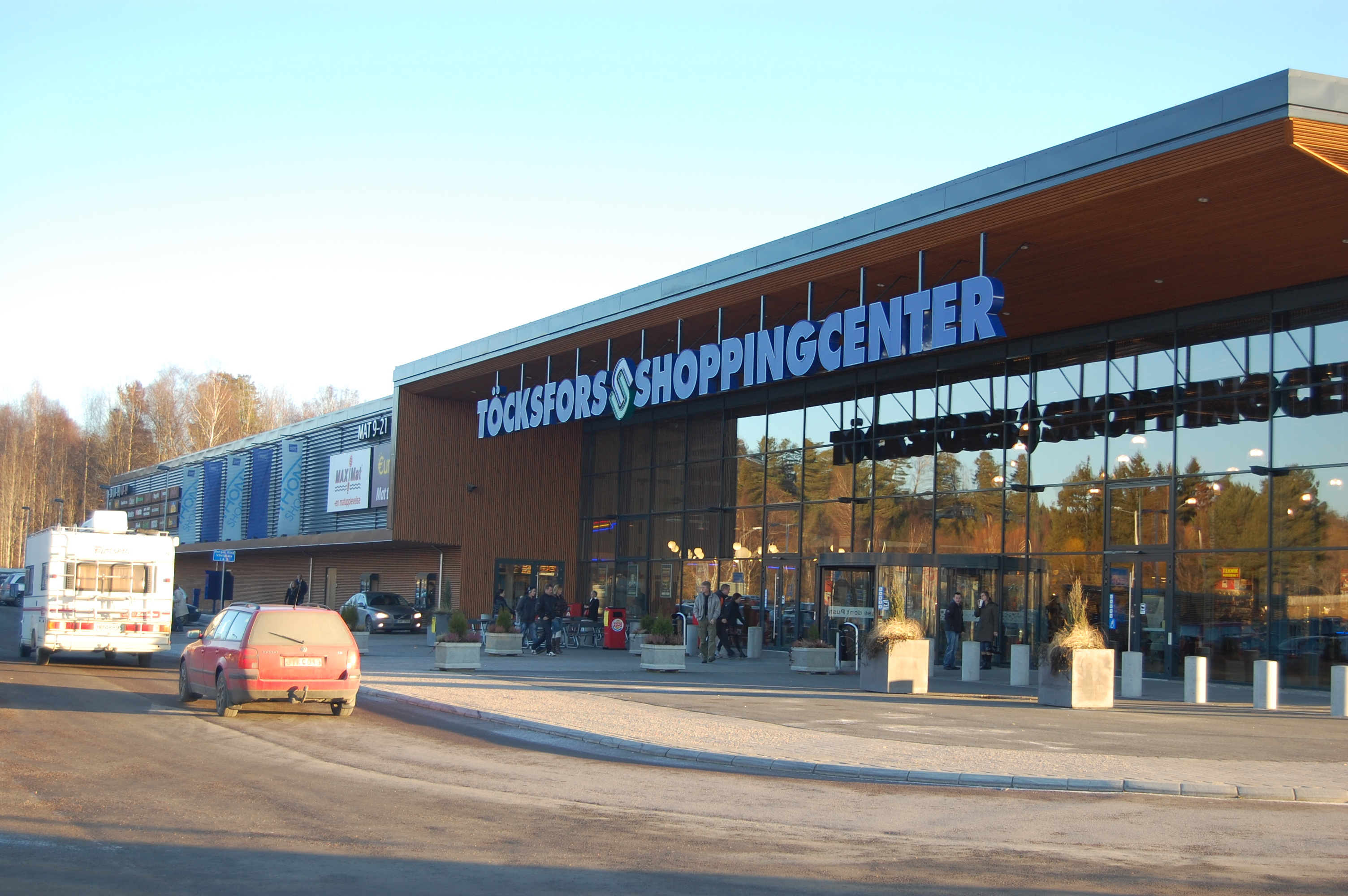
Töcksfors Shoppingcenter

Neben der Kabelfertigung bestimmen vor allem die Präzisions- und Papierindustrie das Wirtschaftsgeschehen. Die Bedeutung des Einzelhandels wächst. So wurde im Zentrum des Ortes im Oktober 2005 mit 28.000 Quadratmeter eines der größten schwedischen Shoppingcenter vom schwedischen König eingeweiht. Vor allem aus Norwegen reisen viele Kunden an, um im EU-Land Schweden günstig einzukaufen.
Seit 2007 betreiben örtliche Sportvereine im Winter eine zweieinhalb Kilometer lange Kunstschneeloipe.
Der Bau einer neuen Sporthalle ist geplant.

## Ereignisse im Grenzland während des Zweiten Weltkriegs

Wappen der Töcksmark

Während des Zweiten Weltkriegs wurde eine große Anzahl Soldaten nach Töcksfors abkommandiert, um das nah der norwegischen Grenze am damaligen Reichsweg 5 gelegene Gebiet gegen einen möglichen Angriff deutscher Truppen zu verteidigen. Viele Panzersperren und unterirdische Befestigungsanlagen mussten zu diesem Zweck entlang der Grenze angelegt werden. Die Lage war angespannt, aber der erwartete Angriff blieb aus.
Einige Tage nach der Besetzung Norwegens im April 1940 entschied sich der für die Verteidigung des Østfold zuständige norwegische General Erichsen aufzugeben. Er überquerte mit seinen Soldaten die Grenze in Richtung Töcksfors, wo 5000 Mann entwaffnet wurden.
Viele Norweger flohen ebenso auf verschiedenen Routen über die Grenze. Von Oslo ging es durch Wälder und über Seen in Richtung Osten. Zahlreiche Anwohner beiderseits der Grenze riskierten ihr Leben für die Flüchtlinge. Sie stellten sich als Grenzlotsen zur Verfügung, um sowohl Juden als auch Widerstandskämpfer in das neutrale Schweden in Sicherheit zu bringen. Eine der meistbenutzten Routen endete bei Rut und Paul Edvinsson auf Römungsnäset direkt an der Grenze in Östervallskog nordwestlich von Töcksfors. Außerdem überquerten immer wieder Kuriere die Grenze, unter anderem mit Botschaften für und von den Gesandtschaften in Oslo.
Einer der norwegischen Flüchtlinge war der einundzwanzigjährige Hans, der von Töcksfors nach Großbritannien wollte, um sich dort für den Widerstand ausbilden zu lassen. Staffan Trossholmen beschreibt in einem Aufsatz „Die Schicksale junger Norweger“ aus dem Umfeld des Widerstandes.

## Persönlichkeiten
- Leif-Erik Nygårds, weltbekannter Fotograf, wuchs in Töcksfors auf, schoss unter anderem die letzten Fotos von Marilyn Monroe
- Johan Elof Biesèrt, Geschäftsmann und Politiker (liberal), Finanzminister 1905–06, Mitglied des schwedischen Reichstages: der zweiten Kammer 1900–07, der ersten Kammer 1911
- Runar Patriksson, Reichstagsmitglied der Folkpartiet liberalerna 1998–2006